# Lucy in the Sky with Diamonds
"Lucy in the Sky with Diamonds" là ca khúc được viết bởi John Lennon, song được ghi chung cho Lennon-McCartney và nằm trong album năm 1967 của The Beatles, Sgt. Pepper's Lonely Hearts Club Band. Album này đã trở thành album bán chạy nhất của thập niên 60, và cho tới ngày nay vẫn là album phòng thu bán chạy nhất mọi thời đại ở nhiều quốc gia, trong đó có Anh và Ấn Độ.
Con trai Julian là cảm hứng cho Lennon viết ca khúc này khi cậu bé vẽ tặng cha bức tranh với dòng chữ "Lucy – in the sky with diamonds". Không lâu sau khi được phát hành, nhiều nhà kiểm duyệt cho rằng câu hát này thực tế ám chỉ chất ma túy LSD khi viết tắt lần lượt 3 từ khóa của nó. Cho dù Lennon đã nhiều lần bác bỏ điều đó, song đài BBC vẫn từ chối phát ca khúc này qua sóng phát thanh.
Trong bài phỏng vấn vào năm 2004, Paul McCartney đề cập rằng ca khúc này nói về chất kích thích. "Những ca khúc như kiểu "Got to Get You into My Life" thì dễ hiểu ngay, do dù nhiều người vẫn không để ý tới nó. [...] "Day Tripper" cũng nói về ma túy, còn "Lucy in the Sky" thì lại khá mơ hồ. Hiển nhiên có vài ẩn ý khôn khéo đằng sau chúng, nhưng mà dù sao cũng quá dễ để có thể hình dung ra ảnh hưởng của chất kích thích tới âm nhạc của The Beatles."

## Thành phần tham gia sản xuất
Theo Ian MacDonald
- John Lennon – hát chính giọng-kép, lead guitar, piano.
- Paul McCartney – hát bè, bass, Lowrey organ.
- George Harrison – acoustic guitar, sitar, tambura.
- Ringo Starr – trống, maraca.